# Syngnathus caribbaeus
Syngnathus caribbaeus — вид морських іглиць. Поширений в західній Атлантиці біля узбережжя Південної Америки від Белізу до Суринаму. Морська тропічна рифова риба, що сягає 22,5 см довжиною.